# أيمن بعلبكي
أيمن بعلبكي (مواليد 1975) هو رسام لبناني، ولد في قرية عديسة في محافظة النبطية في لبنان، درس في الجامعة اللبنانية وفي المدرسة العليا للفنون الزخرفية في باريس، صورته التعبيرية الواسعة النطاق للمقاتلين جعلته واحداً من أكثر الفنانين العرب شباباً.

## سيرته
ولد أيمن في 1975 وهو العام الذي بدأت فيه الحرب الأهلية في لبنان، وكانت أحداثها مصدر معظم إلهامه،  وغالبًا ما تصور لوحاته المباني المدمرة التي يشغلها في بعض الأحيان نازحون الذين غادروا منازلهم أثناء القتال، وبعد حرب لبنان عام 2006 قام برسم سلسلة من البنايات المتناثرة المتعلقة بعمليات الهدم على غرار تفجيرات الضواحي الجنوبية لبيروت.
تصور سلسلة أيمن بعلبكي الأكثر شعبية محاربين يحملون الحجاب أو البراميل، حيث أصبحت هذه الصور التي تحتوي شخصيات مجهولة رمزًا للصراعات التي لا تنتهي في الشرق الأوسط، وتم عرضها في مختلف أنحاء العالم، بما في ذلك مؤسسة بينالي البندقية في 2011،  وفي عام 2012 شارك بعلبكي في Hoods for Heritage وهو مشروع يتكون من 16 غطاء محرك بورش 911 تحولت إلى أعمال فنية لفنانين ومصممين وبيعت في مزاد علني لصالح متحف بيروت الوطني.

## جوائز
- إمبرينتس (الجائزة الأولى)، نظمتها مرايا جاليري ووزارة الثقافة والتعليم العالي اللبنانية، بيروت، لبنان، 1996.
- Cm ³(first prices), CIUP, فرنسا, 2003
- Jeux de la francophonie 2005 الميدالية الفضية (الرسم)، نيامي، النيجر

## المنشورات
- أيمن بعلبكي، تجلي نهاية العالم، معرض فنون أجيال 2008
- هل يمكن لشخص واحد أن ينقذ (عالم الفن)، جورج راباث ونايلة تمراز، 2009
- بيروت مرارًا وتكرارًا، حرره روز عيسى، بيوند آرت برودكشنز، 2012 [7]

## المعارض المختارة

### معارض فردية
- نهاية العالم، معرض أجيال للفنون، بيروت 2008
- Ceci n'est pas la Suisse، روز عيسى للمشاريع، لندن، 2009
- بيروت مرارًا وتكرارًا، مشاريع روز عيسى، لندن، 2011
- Blowback، معرض صالح بركات، بيروت، 2016 [8]

### مجموعة المعارض
- لقاء فني معاصر: تخيل الكتاب، مكتبة الإسكندرية، الإسكندرية، 2002.
- CM3، Cité Internationale Universitaire، باريس، 2003
- الثلاثين: أيمن بعلبكي وشيلاج كولكوف، ستوديو 4-11، بلفاست، 2005
- بوس إياف، جامعة سابانشي، معرض فنون كاسا، إسطنبول 2008
- معرض رافيا، دمشق، 2009
- العروبة، مركز بلوكوات للفنون، مركز ليفربول وبيروت للمعارض، 2010
- نجوم: أبراج الفن العربي، مجموعة فرجم في مركز دبي المالي العالمي، دبي، 2010
- مستقبل الوعد، بينالي فينيسيا 54 الـ 2012 [9]
- سمات الاتحاد - باريس وآخرون معاصرون للعربية، فيلا إميريج، باريس، 2011 [10]
- الفن هو الحل! فنانون ومصممون لبنانيون معاصرون، فيلا إمبين، بروكسل، 2012 [11]
- عبر الحدود. بؤرة على التصوير الفوتوغرافي اللبناني، برعاية طارق نحاس، معرض بيروت للفنون 2018 [12]

## روابط خارجية
- موقع أيمن بعلبكي
- أيمن بعلبكي